# السرامدة (الرقة)
السرامدة قرية سورية تتبع ناحية عين عيسى في منطقة تل أبيض في محافظة الرقة. بلغ عدد سكانها 392 نسمة في عام 2004 حسب إحصاء المكتب المركزي للإحصاء.